# Векшино (Московская область)
Векшино — деревня в Дмитровском районе Московской области, в составе Сельского поселения Габовское. До 2006 года Векшино входило в состав Каменского сельского округа.

## Расположение
Деревня расположена в юго-западной части района, у границы с Солнечногорским, примерно в 25 км на юго-запад от Дмитрова, у истока безымянного правого притока реки Волгуши, высота центра над уровнем моря 242 м. Ближайшие населённые пункты — Редькино в 1 км на север и Рождествено в 1,5 км на юго-восток.

## Население
| 2002 | 2006 | 2010 |
| ---- | ---- | ---- |
| 4    | →4   | ↗7   |

## История
Административно-территориальная принадлежность:
- 12 июля 1929 — 20 мая 1930 года — деревня Рождественского сельсовета Солнечногорского района Московской области РСФСР СССР.
- 20 мая 1930 — 4 января 1939 года — деревня Рождественского сельсовета Коммунистического района Московской области РСФСР СССР.
- 4 января 1939 — 14 июня 1954 года — деревня Рождественского сельсовета Краснополянского района Московской области РСФСР СССР.
- 14 июня 1954 — 3 июня 1959 года — деревня Габовского сельсовета Краснополянского района Московской области РСФСР СССР.
- 3 июня 1959 — 18 августа 1960 года — деревня Габовского сельсовета Химкинского района Московской области РСФСР СССР.
- 18 августа — 30 сентября 1960 года — деревня Габовского сельсовета Солнечногорского района Московской области РСФСР СССР.
- 30 сентября 1960 — 1 февраля 1963 года — деревня Каменского сельсовета Солнечногорского района Московской области РСФСР СССР.
- 1 февраля 1963 — 11 января 1965 года — деревня Каменского сельсовета Дмитровского укрупнённого сельского района Московской области РСФСР СССР.
- 11 января 1965 — 26 декабря 1991 года — деревня Каменского сельсовета Дмитровского района Московской области РСФСР СССР.
- 26 декабря 1991 — 3 февраля 1994 года — деревня Каменского сельсовета Дмитровского района Московской области РФ.
- 3 февраля 1994 — 29 ноября 2006 года — деревня Каменского сельского округа Дмитровского района Московской области РФ.
- 29 ноября 2006 — 6 июня 2018 года — деревня Габовского территориального отдела Дмитровского района Московской области РФ.
- 6 июня — 2 июля 2018 года — деревня города Дмитров Дмитровского района Московской области РФ.
- с 2 июля 2018 года — деревня города Дмитров Московской области РФ.